# 松毬魚科

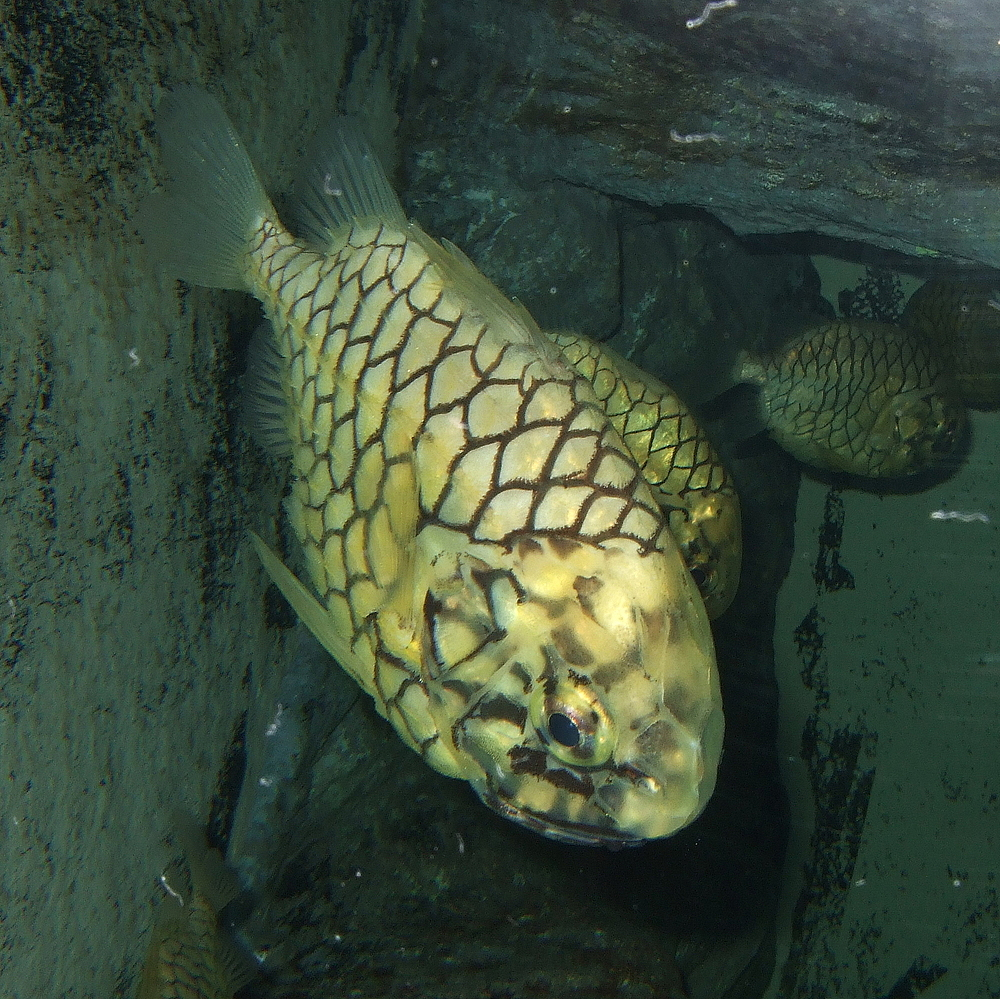
日本松球魚（Monocentris japonica）

松毬魚科（學名：Monocentridae）又稱松球魚科是輻鰭魚綱金眼鯛目的其中一科。

## 分類
松毬魚科下分2個屬，如下：
- 光頜松球魚屬（Cleidopus）
  - 澳洲光頜松球魚（Cleidopus gloriamaris）
- 松球魚屬（Monocentris）又稱松毬魚屬
  - 日本松球魚（Monocentris japonica）：又稱松毬魚、松球魚。
  - 紐西蘭松球魚（Monocentris neozelanicus）
  - 里氏松球魚（Monocentris reedi）